# قضاء حدائق شرق الخليج العامة الإقليمية
ترجمة|ci=es|art=Distrito de Parques Regionales del Este de la Bahía}}
قضاء حدائق شرق الخليج العامة الإقليمية (East Bay Regional Park District, EBRPD) هو قضاء خاص وهو يعمل في مقاطعتين كونترا كوستا وألاميدا في ولاية كاليفورنيا. هو في منطقة خليج سان فرانسيسكو. عنده نظام الحدائق الإقليمية وهو أكبر نظام الحدائق الإقليمية مدني في الولايات المتحدة.
في العام 2012، فيه أكثر من 112 ألف فدان، مع 65 حديقة و1200 ميل المسارات.

## الأمن
القضاء عنده إدارة مكافحة الحرائق ومديرية الشرطة.

## تاريخ
أسس في السنة 1934، وحصل عليه أرض بعد سنتين.